# Drobeta distorta
Drobeta distorta là một loài bướm đêm trong họ Noctuidae.